# Jolly R. Bugarin
Jolly R. Bugarin (* in Calapan City, Oriental Mindoro; † September 2002) war ein philippinischer Kriminologe, Kriminalist, langjähriger Direktor des National Bureau of Investigation (NBI) und von 1980 bis 1984 Präsident der internationalen Polizeiorganisation Interpol.

## Biografie
Bugarin absolvierte nach dem Besuch der Elementary School und der High School in Calapan City ein Studium der Rechtswissenschaften an der University of the Philippines und erwarb dort 1939 einen Bachelor of Laws (LL.B.). Nach Eintritt der Vereinigten Staaten in den Zweiten Weltkrieg 1941 begann er als Soldat seinen Militärdienst. Dabei gehörte er zur 2. Regulären Division unter dem Kommando von General Guillermo Francisco und zu den Überlebenden des Todesmarsches von Bataan 1942. Später trat er als Polizeioffizier in den Dienst der Philippine Constabulary und wurde als Fachmann für Dokumentenwesen zum Hauptmann befördert.
1951 begann er als Austauschstudent ein Studium in den Fächern Polizeiwesen und Öffentliche Verwaltung am Washington State College (WSC). Nach dem Erwerb des Bachelor of Arts (B.A.) setzte er seine Studien im Rahmen eines Postgraduiertenstudiums fort, das er 1955 mit einem Master of Arts (M.A.) abschloss.
Nach seiner Rückkehr in die Philippinen 1955 wurde er ein anerkannter Fachmann für die Echtheitsprüfung von Dokumenten und Urkunden. Als solcher wurde er auch im Auftrag der Nationalen Wahlkommission (Commission on Election (COMELEC)) bei mutmaßlichen Wahlbetrugsfällen bei den nationalen Wahlen der 1960er Jahre eingesetzt. Zugleich wurde er als Gutachter bei Vertragsabschlüssen von Regierung, Banken und Unternehmen eingesetzt. 1961 war er Absolvent des Generalstabskurses der Command General Staff School der Philippinischen Streitkräfte (Armed Forces of the Philippines (AFP)) und schied 1962 als Oberst aus dem aktiven Militärdienst aus. Anschließend war er als Rechtsanwalt tätig sowie Berater für Kriminalistik und Bankensicherheit.
1967 ernannte ihn Präsident Ferdinand Marcos zum Direktor des National Bureau of Investigation (NBI). In dieser Funktion verblieb er bis zu seinem Eintritt in den Ruhestand 1986.
1980 wurde er als Nachfolger von Carl. G. Persson zudem Präsident von Interpol und in diesem Amt nach einer vierjährigen Amtszeit 1984 von John R. Simpson abgelöst.
Bugarin wurde 1946 Freimaurer und wurde 1972 zunächst Meister seiner Freimaurerloge Tamaraw Lodge No. 65. Nach mehreren anderen Ämtern wurde er schließlich 1979 Großmeister des Grand Lodge Temple.